# Cevizdere
Cevizdere, ehemals Kürdemlik (kurd. Kurdemilk), ist ein Dorf im zentralen Landkreis der Provinz  Elazığ. Das Dorf liegt nördlich des Hazar-Sees und ca. 24 km südöstlich der Provinzhauptstadt Elazığ auf ungefähr 1000 m über dem Meeresspiegel. Cevizdere hatte im Jahr 2010 insgesamt 136 Einwohner.
Der frühere Name der Ortschaft ist Kürdemlik. In der ursprünglichen Version bedeutete dies „kurdisches Eigentum“. Cevizdere ist ein hauptsächlich von Zaza bewohntes Dorf und ist Geburtsort von Dursun Karataş.